# Pherbellia kugleri
Pherbellia kugleri är en tvåvingeart som beskrevs av Knutson 1986. Pherbellia kugleri ingår i släktet Pherbellia och familjen kärrflugor.
Artens utbredningsområde är Israel. Inga underarter finns listade i Catalogue of Life.